# 함석재
함석재(咸錫宰, 1938년 11월 28일~)는 대한민국의 법조인, 정치인이다. 대전지방검찰청 천안지청 지청장, 서울지방검찰청 의정부지청 지청장 등을 역임하였고, 14~16대 국회의원을 지냈다.. 본관은 강릉이다.

## 학력
- 성환국민학교 졸업
- 천안중학교 졸업
- 서울고등학교 졸업
- 서울대학교 법과대학 법학 학사

## 경력
- 고시 사법과 14회
- 서울지검 검사
- 부장검사 차장검사
- 의정부, 진주, 천안지청장
- 제15대 대통령직 인수위원
- 자유민주연합 정책위 의장,사무총장
- 민족화해협력 범국민운동 협의회(약칭,민화협)공동의장
- 국회 농림해양수산위원회 위원장
- 국회 법제사법위원회 위원장
- 한나라당 행정수도 충청권 이전 추진협의회 집행위원장

## 역대 선거 결과
|  | 49.74% |

|  | 60.46% |

|  | 40.59% |

|  | 24.90% |

## 같이 보기
- 천안군 (1992년 선거구)
- 천안군의 국회의원
- 천안시 을
- 천안시의 국회의원